# Alfred Hörtnagl
Alfred Hörtnagl (ur. 24 września 1966 w Matrei am Brenner) – austriacki piłkarz grający na pozycji pomocnika.

## Kariera klubowa
Karierę piłkarską Hörtnagl rozpoczął w amatorskich SV Matrei am Brenner i BJLZ Tirol. W 1985 roku został piłkarzem SSW Innsbruck i w sezonie 1985/1986 zadebiutował w austriackiej Bundeslidze. W 1986 roku klub został przemianowany na FC Swarovski Tirol. W 1989 roku Hörtnagl wywalczył z nim mistrzostwo oraz Puchar Austrii. Z kolei w 1990 roku obronił ze Swarovskim mistrzowski tytuł.
Latem 1992 roku Hörtnagl przeszedł do Admiry Wacker Wiedeń i grał w niej przez rok. W 1993 roku został piłkarzem Rapidu Wiedeń, w którym spędził sezon 1993/1994. Następnie odszedł do Sturmu Graz, z którym w 1996 roku wywalczył Puchar Austrii. W Sturmie przez dwa lata był rezerwowym i rozegrał 15 spotkań zdobywając w nich jednego gola.
Latem 1996 roku Hörtnagl został zawodnikiem greckiej Kavali. Zajął z nią 6. miejsce w lidze, a w 1997 roku odszedł do APOEL-u Nikozja. Tam grał przez pół roku.
Na początku 1998 roku Hörtnagl wrócił do Austrii. Podpisał kontrakt z Tirolem Innsbruck. W latach 2000–2002 trzykrotnie z rzędu wywalczył z nim mistrzostwo kraju. Po ogłoszeniu bankructwa przez kierownictwo Tirolu w 2002 roku Hörtnagl został piłkarzem nowo powstałego SPG Wattens/Wacker Tirol, z którym grał w Regionallidze. W 2003 roku awansował z nim do drugiej ligi, a w 2004 roku (jako FC Wacker Tirol) do pierwszej. W 2005 roku Hörtnagl zakończył karierę piłkarską.
| Sezon   | Klub                     | Kraj    | Rozgrywki     | Mecze | Bramki |
| ------- | ------------------------ | ------- | ------------- | ----- | ------ |
| 1985/86 | SSW Innsbruck            | Austria | Bundesliga    | ?     | ?      |
| 1986/87 | FC Swarovski Tirol       | Austria | Bundesliga    | ?     | ?      |
| 1987/88 | FC Swarovski Tirol       | Austria | Bundesliga    | ?     | ?      |
| 1988/89 | FC Swarovski Tirol       | Austria | Bundesliga    | ?     | ?      |
| 1989/90 | FC Swarovski Tirol       | Austria | Bundesliga    | ?     | ?      |
| 1990/91 | FC Swarovski Tirol       | Austria | Bundesliga    | 32    | 4      |
| 1991/92 | FC Swarovski Tirol       | Austria | Bundesliga    | 30    | 3      |
| 1992/93 | Admira Wacker Wiedeń     | Austria | Bundesliga    | 32    | 3      |
| 1993/94 | Rapid Wiedeń             | Austria | Bundesliga    | 24    | 2      |
| 1994/95 | Sturm Graz               | Austria | Bundesliga    | 8     | 1      |
| 1995/96 | Sturm Graz               | Austria | Bundesliga    | 7     | 0      |
| 1996/97 | AO Kavala                | Grecja  | Alpha Ethniki | 25    | 5      |
| 1997/98 | APOEL Nikozja            | Cypr    | Division A    | 8     | 2      |
| 1997/98 | Tirol Innsbruck          | Austria | Bundesliga    | 13    | 3      |
| 1998/99 | Tirol Innsbruck          | Austria | Bundesliga    | 30    | 3      |
| 1999/00 | Tirol Innsbruck          | Austria | Bundesliga    | 31    | 1      |
| 2000/01 | Tirol Innsbruck          | Austria | Bundesliga    | 28    | 0      |
| 2001/02 | Tirol Innsbruck          | Austria | Bundesliga    | 27    | 2      |
| 2002/03 | SPG Wattens/Wacker Tirol | Austria | Regionalliga  | ?     | ?      |
| 2003/04 | FC Wacker Tirol          | Austria | 2. Bundesliga | 28    | 2      |
| 2004/05 | FC Wacker Tirol          | Austria | Bundesliga    | 24    | 1      |

## Kariera reprezentacyjna
W reprezentacji Austrii Hörtnagl zadebiutował 14 czerwca 1989 roku w zremisowanym 0:0 spotkaniu eliminacji do Mistrzostw Świata we Włoszech z Islandią. W 1990 roku został powołany do kadry na ten turniej. Tam wystąpił w 2 spotkaniach grupowych: z Włochami (0:1) i Czechosłowacją (0:1). Od 1989 do 2001 roku rozegrał w kadrze narodowej 29 spotkań i zdobył jednego gola.